# I Spit on Your Grave 2
I Spit on Your Grave 2 är en amerikansk rape & revengefilm från 2013 i regi av Steven R. Monroe. Det är den första uppföljaren till I Spit on Your Grave från 2010 och den följdes av I Spit on Your Grave 3: Vengeance Is Mine.

## Handling
Katie Carter arbetar som modell och när hon går med på att fotograferas av en man hon aldrig träffat tidigare förvandlas hennes tillvaro till en mardröm. Hon blir kidnappad, våldtagen, torterad och lämnad att dö. Katie överlever och bestämmer sig för att hämnas.

## Rollista i urval
- Jemma Dallender - Katie Carter
- Joe Absolom - Ivan Patov
- Yavor Baharov - Georgy Patov
- Mary Stockley - Ana Patov
- Valentine Pelka - Fader Dimov
- Aleksandar Aleksiev - Nicolay Patov